# L.e.i.
L.e.i. är ett amerikanskt klädföretag som främst har ett sortiment för tonårsflickor. Bolaget ägs av Jones Apparel Group och har sitt huvudkontor i Los Angeles, Kalifornien.